# Глиняный парень
Гли́няный па́рень (Глиняный Иванушко, Глиняный Иванушка, Глиняный человечек, Пыхтелка) — русская народная сказка. Одна из самых распространённых сказок Заонежья. Перекликается со сказкой «Пых». «Глиняный Иванушка» представлен в русском репертуаре восемью записями, тогда как в украинской, белорусской и западноевропейской традиции этот сюжет отсутствует. Существует вариант сказки в литературной обработке Алексея Толстого — «Глиняный парень».
В 1923 году Львом Зиловым на сюжет народной сказки написан авторский вариант в стихах — «Глиняный болван».

## Сюжет
Гончар и его жена, у которых не было детей, слепили из глины парня. Он попросил есть, и съел у них весь хлеб, выпил всё молоко, а потом съел и их самих. Потом вышел на улицу и стал пожирать всех, кто встречался ему на пути: дровосеков, косарей, женщин (грабляниц) с граблями. В конце концов парень встретил козу («коза-робоза»), которая обещала сама впрыгнуть к нему в рот, но вместо этого ударила рогами в живот. Парень разбился, и все люди, которых он съел, вышли на свободу живыми и невредимыми.

## Аналоги
Схожий сюжет имеет французская сказка Ш. Перро «Красная Шапочка», в которой злого волка убили дровосеки, а проглоченные им бабушка и внучка вышли из его распоротого брюха целыми и невредимыми.
Аналогичный сюжет имеет венгерская сказка «Маленький шарик» (венг. A kis gömböc).
Во французском (Полено) и чешском (Чурбашка) вариантах главный герой — чурбан, похожий на младенца, которого нашёл и слегка обтесал муж. Убивает Чурбашку старуха, собиравшая капусту в своём огороде.